# Molliszol
A molliszol egy talajrend az USDA-talajtaxonómiában, a félsivatagitól a félnedves területekig előforduló talajtípus, tipikusan füves puszták talaja. Jellemző a vastag, sötét felszíni horizont, amit termékeny, mollikus epipedonnak is neveznek, és a hosszú idő során a növényi gyökerekből származó szerves anyagok berakodásának eredménye. A mollikus talajok fejlett szerkezetűek, lágyak, lazák, humuszban gazdag az A-szintjük.
A molliszolok az egyik legfontosabb és legtermékenyebb mezőgazdasági talajok a világon. A jégmentes földterületek kb. 7%-át foglalják el.

## Alrendek
- Alboll - nedves talajok, könnyű, vasredukciótól színes horizonttal.
- Aquoll - az év nagy részében a vízszint felszínénél vagy annak közelében lévő molliszol.
- Cryoll - hideg éghajlat molliszola.
- Geloll - nagyon hideg éghajlat molliszolai (az évi középhőmérséklet 0°C alatti).
- Rendoll - meszes anyakőzet fölötti sekély molliszolok.
- Udoll - nedves éghajlat molliszola.
- Ustoll - félsivatagi és félnedves éghajlat molliszolai.
- Xeroll - mediterrán éghajlaton száraz nyarak és nedves telek hatására kialakuló molliszol.

## Külső hivatkozások
- Mollisols. USDA-NRCS. [2006. május 9-i dátummal az eredetiből archiválva]. (Hozzáférés: 2006. május 14.)